# Minuscule 2814

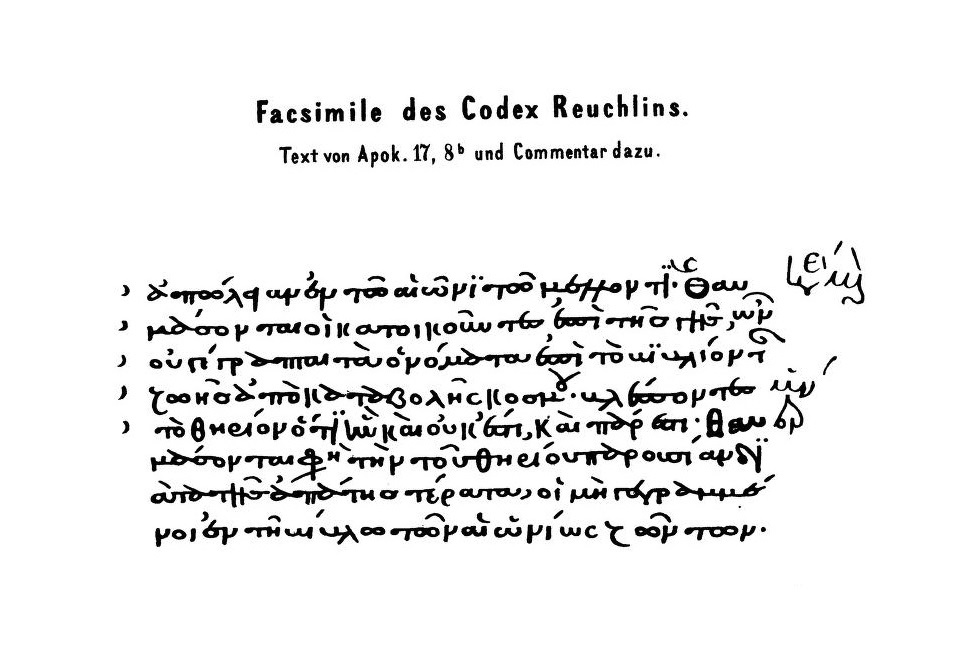
Fac-simile du Codex Reuchlin.

Le manuscrit Minuscule 2814 (selon la numérotation de Gregory-Aland, An20 von Soden ; anciennement 1rK) est un parchemin manuscrit grec en lettres minuscules du Nouveau Testament, comportant 20 lignes par folio. La paléographie permet de le dater du XIIe siècle.
Le texte grec de ce témoin des Évangiles se rattache à la tradition byzantine : aussi Aland l'a-t-il classé dans la Catégorie V. Ce codex comporte les gloses d’André de Césarée sur le Livre de l'Apocalypse, mais il y manque les six derniers versets (22:16–21). 
Érasme s’en est servi pour son édition latin-grec du Nouveau Testament Novum Instrumentum omne (1516), notamment pour le texte de l'Apocalypse, qui ne se trouvait que dans ce témoin, et il constitue donc une des sources essentielles du Textus Receptus. 
Érasme se l'était procuré par Reuchlin, puis il disparut pendant des siècles, jusqu'à ce qu'en 1861, F. Delitzsch le retrouve au château fort de Harbourg (Souabe) ( Bibl., I, 1, 4 (0), 1). Le fonds Öttingen-Wallerstein, comprenant ce manuscrit, a été depuis cédé à la bibliothèque universitaire d'Augsbourg.